# Formulaire de physique quantique
Pour les articles homonymes, voir Quantique.
 (signalé en mai 2025).
Si vous disposez d'ouvrages ou d'articles de référence ou si vous connaissez des sites web de qualité traitant du thème abordé ici, merci de compléter l'article en donnant les références utiles à sa vérifiabilité et en les liant à la section « Notes et références ».
- Archive Wikiwix
- Bing
- Cairn
- DuckDuckGo
- E. Universalis
- Gallica
- Google
- G. Books
- G. News
- G. Scholar
- Persée
- Qwant
- (zh) Baidu
- (ru) Yandex
- (wd) trouver des œuvres sur Wikidata

## Expression de quelques observables
Les relations de commutation entre les observables se déduisent du principe de correspondance entre la mécanique hamiltonienne et la mécanique quantique. Leurs expressions peuvent alors être trouvées à partir d'une analyse mathématique.
| Observable                | Symbole                                                                          | Expression(s) | Commentaire |
| ------------------------- | -------------------------------------------------------------------------------- | --- | --- |
| Position                  | {\displaystyle {\hat {\vec {r}}}=({\hat {x}},{\hat {y}},{\hat {z}})}             | {\displaystyle {\hat {x}}:\psi \mapsto {\tilde {\psi }}{\text{, avec }}} {\displaystyle {\tilde {\psi }}(x,y,z)=x\,\psi (x,y,z)} | |
| impulsion                 | {\displaystyle {\hat {\vec {p}}}=({\hat {p}}_{x},{\hat {p}}_{y},{\hat {p}}_{z})} | {\displaystyle {\hat {\vec {p}}}={\frac {\hbar }{i}}\nabla =-i\hbar \left({\frac {\partial }{\partial x}},{\frac {\partial }{\partial y}},{\frac {\partial }{\partial z}}\right)} {\displaystyle {\hat {\vec {p}}}={\frac {\hbar }{i}}\nabla -q{\hat {\vec {A}}}} | La deuxième formule est valable pour une particule chargée en jauge de coulomb                                            |
| Énergie cinétique         | {\displaystyle T,K\,\!}                                                          | {\displaystyle {\frac {p^{2}}{2m}}=-{\frac {\hbar ^{2}}{2m}}\Delta } | |
| Moment cinétique orbital  | {\displaystyle {\hat {\vec {L}}}=({\hat {L}}_{x},{\hat {L}}_{y},{\hat {L}}_{z})} | {\displaystyle {\hat {\vec {L}}}={\hat {\vec {r}}}\times {\hat {\vec {p}}}} {\displaystyle {\hat {L}}_{x}=-i\hbar \left(y{\frac {\partial }{\partial z}}-z{\frac {\partial }{\partial y}}\right)} {\displaystyle {\hat {L}}_{y}=-i\hbar \left(z{\frac {\partial }{\partial x}}-x{\frac {\partial }{\partial z}}\right)} {\displaystyle {\hat {L}}_{z}=-i\hbar \left(x{\frac {\partial }{\partial y}}-y{\frac {\partial }{\partial x}}\right)} | Les vecteurs propres communs à {\displaystyle L^{2}} et à {\displaystyle L_{z}} forment les harmoniques sphériques        |
| Spin                      | {\displaystyle {\hat {\vec {S}}}=({\hat {S}}_{x},{\hat {S}}_{y},{\hat {S}}_{z})} | {\displaystyle {\hat {S}}_{x}={\frac {\hbar }{2}}{\begin{pmatrix}0&1\\1&0\end{pmatrix}}} {\displaystyle {\hat {S}}_{y}={\frac {\hbar }{2}}{\begin{pmatrix}0&-\ i\\i&0\end{pmatrix}}} {\displaystyle \quad {\hat {S}}_{z}={\frac {\hbar }{2}}{\begin{pmatrix}1&0\\0&-\ 1\end{pmatrix}}} | Formules valables dans le cas d'un spin 1/2                                                                               |
| Moment cinétique total    | {\displaystyle {\hat {\vec {J}}}}                                                | {\displaystyle {\hat {\vec {L}}}+{\hat {\vec {S}}}} | |
| Carré du moment cinétique | {\displaystyle {\hat {J}}^{2}}                                                   | {\displaystyle {\hat {J}}_{x}^{2}+{\hat {J}}_{y}^{2}+{\hat {J}}_{z}^{2}} | |
| Champ électrique          | {\displaystyle {\hat {\vec {E}}}(x)}                                             | {\displaystyle i{\frac {{\mathcal {E}}_{k}^{(0)}(x)}{2}}(a_{k}-a_{k}^{+}){\vec {e}}_{k}(x)} | Valable pour un seul mode (k) du champ. {\displaystyle {\vec {e}}_{k}} est le vecteur unitaire indiquant la polarisation. |

## Évolution dans le temps

### Équation de Schrödinger
- Pour un état quelconque : l'état évolue selon l'équation de Schrödinger dépendant du temps

{\displaystyle i\hbar {\frac {\partial }{\partial t}}\left|\psi (t)\right\rangle ={\hat {H}}\left|\psi (t)\right\rangle }
- Pour un état propre de l'énergie, c'est-à-dire répondant à l'équation aux valeurs propres

{\displaystyle {\hat {H}}\left|\psi _{0}\right\rangle =E\left|\psi _{0}\right\rangle } à l'instant initial t=0, l'évolution aux instants ultérieurs (t>0) sera : {\displaystyle \left|\psi (t)\right\rangle =e^{-{\frac {i\,E\,t}{\hbar }}}\left|\psi _{0}\right\rangle }

### Expression de quelques hamiltoniens
| Nom | Expression                                                                                            | Commentaire |
| --- | --- | --- |
| Particule dans un potentiel | {\displaystyle H={\frac {P^{2}}{2m}}+V({\vec {r}})}                                                   | {\displaystyle V(r)} si potentiel central (ie à symétrie sphérique)                                                                    |
| Potentiel coulombien | {\displaystyle V(r)={\frac {q_{1}q_{2}}{4\pi \varepsilon _{0}r}}}                                     | |
| Potentiel harmonique | {\displaystyle V(r)={\frac {1}{2}}m\omega _{0}^{2}r^{2}}                                              | |
| Puits carré avec barrières infinies | {\displaystyle V(r)=0{\text{ si }}L\in [-L/2,L/2]} {\displaystyle V(r)=\infty {\text{ autrement}}}    | La condition {\displaystyle V(r)=\infty } est équivalente à {\displaystyle \psi (r)=0}.                                                |
| Interaction simplifiée entre deux moments cinétiques | {\displaystyle H=J\,{\hat {\vec {J}}}_{1}.{\hat {\vec {J}}}_{2}}                                      | |
| Couplage dipolaire électrique, approche semi-classique | {\displaystyle H_{\text{int}}(t)=e\,{\hat {\vec {r}}}.{\vec {E}}(t)=-{\hat {\vec {d}}}.{\vec {E}}(t)} | {\displaystyle E(t)} est le champ électrique à l'endroit où se trouve le dipôle. {\displaystyle d} est le moment dipolaire électrique. |
| Hamiltonien d'un mode du champ électromagnétique | {\displaystyle H=\hbar \omega (a^{+}a+1/2)}                                                           | Le hamiltonien d'un oscillateur harmonique 1D peut être mis sous la même forme.                                                        |
| Hamiltonien de Jaynes-Cummings (atome à deux niveaux interagissant avec un mode unique du champ avec les approximations dipolaire électrique et du champ tournant) | {\displaystyle H_{\text{int}}=\hbar \Omega (\|e\rangle \langle f\|a+\|f\rangle \langle e\|a^{+})}     | - \|f> : état fondamental - \|e> : état excité - {\displaystyle \Omega } : pulsation de Rabi                                           |
| Particule dans un champ électromagnétique | {\displaystyle {\hat {H}}={\frac {({\vec {p}}-q{\vec {A}}({\vec {r}},t))^{2}}{2m}}+V({\vec {r}},t)}   | Cas général d'un champ {\displaystyle E(t)} et {\displaystyle B(t)}                                                                    |

### Propagateur de l'équation de Schrödinger
À partir de la notion d'exponentielle de matrice, on peut trouver la solution formelle de l'équation de Schrödinger. Cette solution s'écrit :
{\displaystyle \left|\psi (t)\right\rangle =U(t,t_{0})\left|\psi (t_{0})\right\rangle ,} avec
{\displaystyle U(t,t_{0})=U(t-t_{0})=\exp \left(-i{\frac {H}{\hbar }}(t-t_{0})\right)} dans le cas où H ne dépend pas explicitement du temps, et
{\displaystyle U(t,t_{0})=\exp \left(-i{\frac {\int _{t_{0}}^{t}H(t')dt'}{\hbar }}\right)} dans le cas général.
|                                                                                      |                                                         | | |
|                                                                                      | Heisenberg                                              | Interaction | Schrödinger |
| Ket                                                                                  | constant                                                | {\displaystyle \|\Psi (t)\rangle _{I}=U_{0}^{-1}\|\Psi (t)\rangle _{S}}                                                                               | {\displaystyle \|\Psi (t)\rangle _{S}=U\|\Psi (t_{0})\rangle _{S}}                                                                                    |
| Observable                                                                           | {\displaystyle A_{H}(t)=U^{-1}A_{S}U}                   | {\displaystyle A_{I}(t)=U_{0}^{-1}A_{S}U_{0}} | constant |
| Opérateur d'évolution                                                                | {\displaystyle {\hat {H}}={\hat {H}}_{0}+{\hat {V}}(t)} | {\displaystyle U(t,t_{0})=e^{-{\frac {i}{\hbar }}{\hat {H}}(t-t_{0})}} {\displaystyle U_{0}(t,t_{0})=e^{-{\frac {i}{\hbar }}{\hat {H}}_{0}(t-t_{0})}} | {\displaystyle U(t,t_{0})=e^{-{\frac {i}{\hbar }}{\hat {H}}(t-t_{0})}} {\displaystyle U_{0}(t,t_{0})=e^{-{\frac {i}{\hbar }}{\hat {H}}_{0}(t-t_{0})}} |
| Mécanique quantique : - Théorème d'Ehrenfest - Équation de Schrödinger - Propagateur |                                                         | | |

### Représentation de Heisenberg
Si le hamiltonien ne dépend pas explicitement du temps, dans la représentation traditionnelle appelée représentation de Schrödinger, les observables ne dépendent pas du temps et l'état dépend du temps. Par une transformation unitaire, on peut passer à la représentation de Heisenberg, où l'état est indépendant du temps et les observables dépendent du temps suivant l'équation ci-dessous :
{\displaystyle {d \over {dt}}A={1 \over {i\hbar }}[A,H]+\left({{\partial A} \over {\partial t}}\right)_{\text{explicite}}}

## Loi du corps noir
D'après la loi de Stefan-Boltzmann, le flux d'énergie Φ émis par le corps noir varie en fonction de la température absolue T (en kelvin) selon
{\displaystyle \Phi =\sigma T^{4}}
où σ est la constante de Stefan-Boltzmann
La densité de flux d'énergie dΦ pour une longueur d'onde λ donnée est donné par la loi de Planck :
{\displaystyle {\frac {d\Phi }{d\lambda }}={\frac {2\pi c^{2}h}{\lambda ^{5}}}\cdot {\frac {1}{e^{hc/\lambda kT}-1}}}
où c est la vitesse de la lumière dans le vide, h est la constante de Planck et k est la constante de Boltzmann.
Le maximum de ce spectre est donné par la loi de Wien :
{\displaystyle \lambda _{max}={\frac {hc}{4{,}965\;kT}}={\frac {2{,}898\times 10^{-3}}{T}}}.